# Legovići
Legovići (en italien : Legovi) est une localité de Croatie située en Istrie, dans la municipalité de Višnjan, dans le comitat d'Istrie. En 2001, la localité comptait 8 habitants.

## Démographie
| 1948 | 1953 | 1961 | 1971 | 1981 | 1991 | 2001 |
| ---- | ---- | ---- | ---- | ---- | ---- | ---- |
| 44   | 28   | 22   | 13   | 9    | 13   | 8    |